# Приключения Самоделкина
«Приключения Самоделкина» (другое название: «Самоделкин») — советский короткометражный мультфильм 1957 года, в котором дебютировал персонаж Самоделкин. Режиссёром картины выступил Вахтанг Бахтадзе.

## Сюжет
Мастер Самоделкин помогает детям с их изобретениями и игрушками. Он также помогает мальчику Важе понять, что стрелять из самострельной пушки по плодам нехорошо.

## Создатели
- Сценарий: Нина Бенашвили
- Режиссёр: Вахтанг Бахтадзе
- Оператор: В. Нашидзе
- Композитор: М. Давиташвили
- Звукооператор: Р. Лапинский
- Эскизы декораций: Э. Бердзенишвили
- Художники-мультипликаторы: Н. Килосанидзе, Нина Поморцева, Р. Махарадзе, Н. Шаликашвили, В. Наскидашвили, Авенир Хускивадзе
- Художники-декораторы: Т. Крымовская, Э. Хачоян

## Дубляж
Дубляж мультфильма на русский язык был осуществлён киностудией «Союзмультфильм».

## Награды
- 1959 — Всесоюзный кинофестиваль в Москве[1][2][3].
- 1960 — Международный кинофестиваль в Сан-Франциско (США)[3].